# چیرزکزه
چیرزکزه (به لاتین: Trzyrzecze) یک روستای لهستان در لهستان است که در Gmina Suchowola واقع شده‌است.